# Fusillade de Dar es Salam
La fusillade de Dar es Salam est une fusillade terroriste survenue le 25 août 2021 près de l'ambassade de France à Dar es Salam, en Tanzanie. 5 personnes dont l'auteur ont été tuées et 6 autres ont été blessées.

## Fusillade
Le 25 août 2021, un homme a utilisé un pistolet pour abattre deux policiers à une intersection à Dar es Salam. Il a ensuite volé les fusils des officiers et a marché plusieurs centaines de mètres jusqu'à l'ambassade de France, où il a tué un autre officier et un agent de sécurité. Le tireur a également blessé six autres personnes, avant d'être abattu par la police.

## Auteur
Le terroriste, Hamza Mohamed, est un somalien d'après ce qu'a affirmé un média lié au groupe État islamique. Aucune revendication n'a été faite.

## Réactions
- La présidente tanzanienne Samia Suluhu Hassan a exprimé ses condoléances pour les quatre décès et demandé une enquête approfondie.
- L'ambassadeur américain Donald J. Wright a exprimé sur Twitter ses condoléances aux familles des victimes de cette attaque "insensée" et remercié "les forces de l'ordre qui ont mis fin au carnage".